# Ahmad the Terrible
Ahmad the Terrible ist eine Jazzkomposition von Jack DeJohnette, die er 1984 veröffentlichte.
Jack DeJohnettes Komposition Ahmad the Terrible, die er Ahmad Jamal widmete, hat eine 56-taktige Form; das Thema wird zwei Mal gespielt, bevor die Solos folgen. Die Melodie ist meist auf einfachen Arpeggios in Durakkorden aufgebaut. DeJohnette spielte den Titel erstmals im Juni 1984 mit seiner damaligen Band Special Edition auf Album Album (ECM) mit John Purcell, David Murray, Howard Johnson und Rufus Reid ein, außerdem auf seinem Soloalbum The Jack DeJohnette Piano Album (Landmark Records, 1985). Interpretiert wurde seine Komposition auch von Michel Portal (Men’s Land (1987), mit Dave Liebman und Harry Pepl), Tierce (Tierce à Cully, 1989), der Formation Orange Then Blue (Funkallero, 1991) und der Vasil Hadžimanov Band (Života Mi, 2009). Zuletzt 2014 spielte DeJohnette mit The Spring Quartett (mit Esperanza Spalding, Joe Lovano, Leo Genovese) Ahmad the Terrible auf dem Jazzfestival Burghausen 2014.
Nach Ansicht des Autors Stuart Nicholson habe DeJohnette mit Ahmad the Terrible einen Klassiker geschaffen, der sein Talent als Komponist, Arrangeur und Bandleader demonstriere.

## Noten
- Percussive Notes, Band 35. Percussive Arts Society, 1997